# 西尔维娅·斯特罗埃斯库
西尔维娅·斯特罗埃斯库（羅馬尼亞語：Silvia Stroescu，1985年5月8日—），罗马尼亚女子竞技体操运动员。她曾代表罗马尼亚获得2004年夏季奥运会体操比赛女子团体全能金牌。